# دز میدو
دز میدو (در گذشته دژ مهدی ) قلعه ای در شهرستان لالی در کنار روستاهای قلعه میدان و شهرک ابوذر است. این قلعه ثبت آثار ملی نشده اما یکی از بنا های تاریخی استان خوزستان است.